# Glenn Miller
Pour les articles homonymes, voir Miller.
Glenn Miller, né le 1er mars 1904 à Clarinda, dans l'Iowa, et mort le 15 décembre 1944 probablement au-dessus de la Manche, est un tromboniste, compositeur, et chef d'orchestre de big band jazz & swing américain.
Recordman de vente de disques de 1939 à 1943, avec son « Glenn Miller Army Air Force Band » de l'US Air Force, durant la Seconde Guerre mondiale, il fait partie de la légende internationale emblématique des big band jazz & swing américains des années 1930 et années 1940, avec ses nombreux tubes dont In the Mood, Chattanooga Choo Choo, Moonlight Serenade, Tuxedo Junction, American Patrol. Il disparaît à l'âge de 40 ans, durant la Seconde Guerre mondiale.

## Biographie
Né Alton Glenn Miller, il découvre le trombone à l’âge de 11 ans. Vers 1921, alors qu'il étudie encore au secondaire, il obtient ses premiers contrats professionnels dans un orchestre de dixieland, les « Senter’s Sentapeeds ». Il se produit dans plusieurs orchestres locaux.
Il abandonne ses études en 1924, pour rejoindre la formation de Ben Pollack. À l’époque, joue aussi dans cet orchestre le clarinettiste Benny Goodman. En 1928, Glenn Miller s’installe à New York où il joue pour Pollack, mais aussi pour Loring « Red » Nichols et Paul Ash (en). Il commence aussi à écrire des arrangements pour ces différents orchestres.
De 1932 à 1933, il dirige le « Smith Ballew Band ». En 1934, il aide Tommy et Jimmy Dorsey à monter leur premier big band, et compose pour eux Annie's Cousin Fanny et Dese Dem Dose en 1935. La même année, il participe au « Ray Noble's American Band », et il monte deux ans plus tard son propre big band. Malheureusement, le succès n’est pas au rendez-vous et il doit dissoudre l'orchestre. En 1938, il fait une seconde tentative. Cette fois, c’est une réussite.
À partir de la même année, l’orchestre anime des établissements de la région de New York et du New Jersey. Il participe à de nombreuses émissions radiophoniques. L'orchestre enregistre des disques et enchaîne les tubes. L'orchestre apparaît même dans des films comme Sun Valley Serenade (1941) et Orchestra Wives (1942). Le « son Glenn Miller » est immédiatement reconnaissable : la ligne mélodique principale est, la plupart du temps, jouée par la section de saxophones, avec un vibrato prononcé, dans laquelle la clarinette joue la première voix ; cette configuration aurait été utilisée accidentellement à la suite d'une blessure à la lèvre du trompettiste qui devait jouer la première voix de Moonlight Serenade, et cette partition de trompette fut jouée à la clarinette par le saxophoniste baryton.

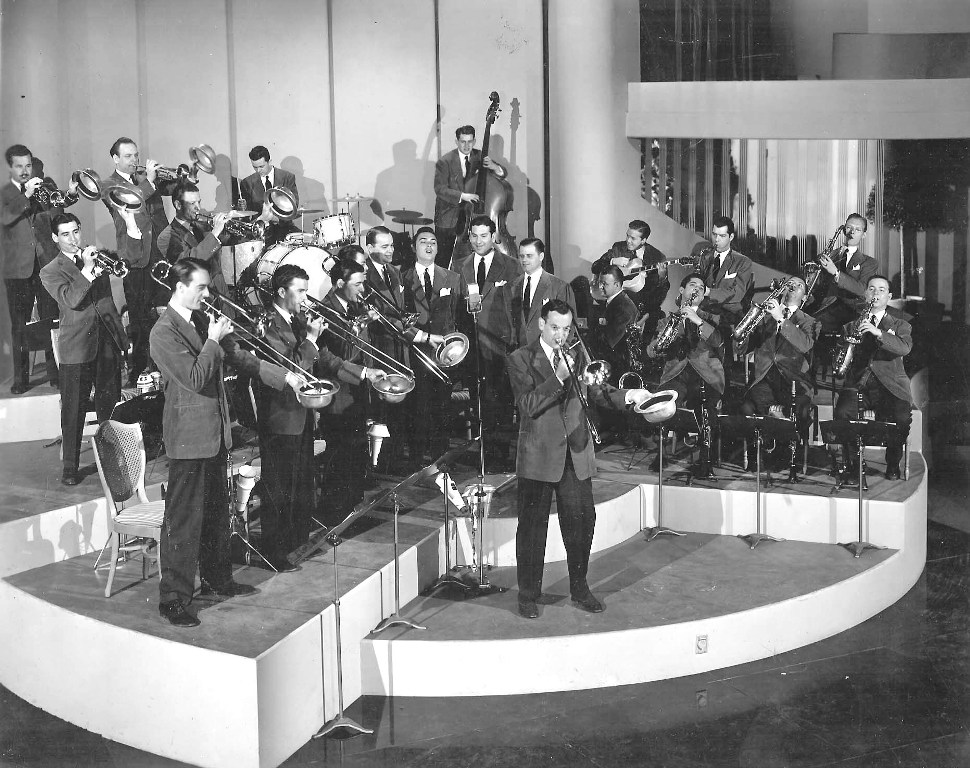
Avec son big band jazz & swing, entre 1940 et 1941.

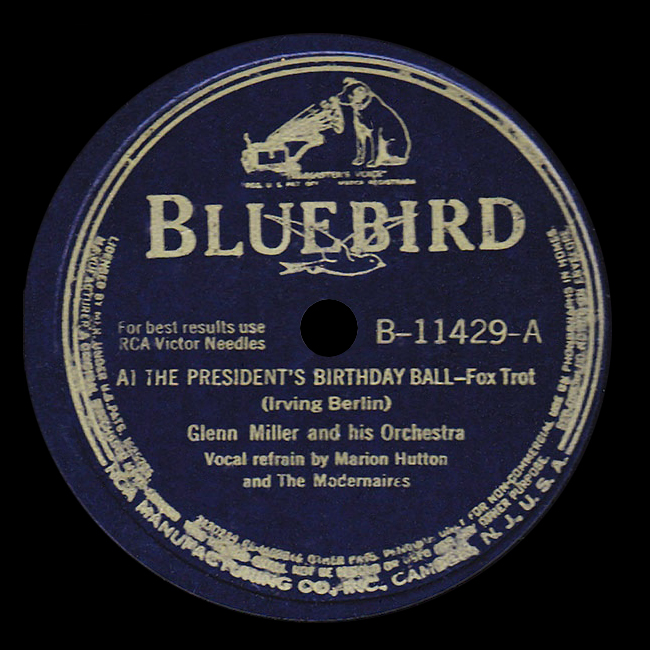
Enregistrement « At the President's Birthday Ball-Fox Trot », pour l'anniversaire du président des États-Unis Franklin Roosevelt en 1942.

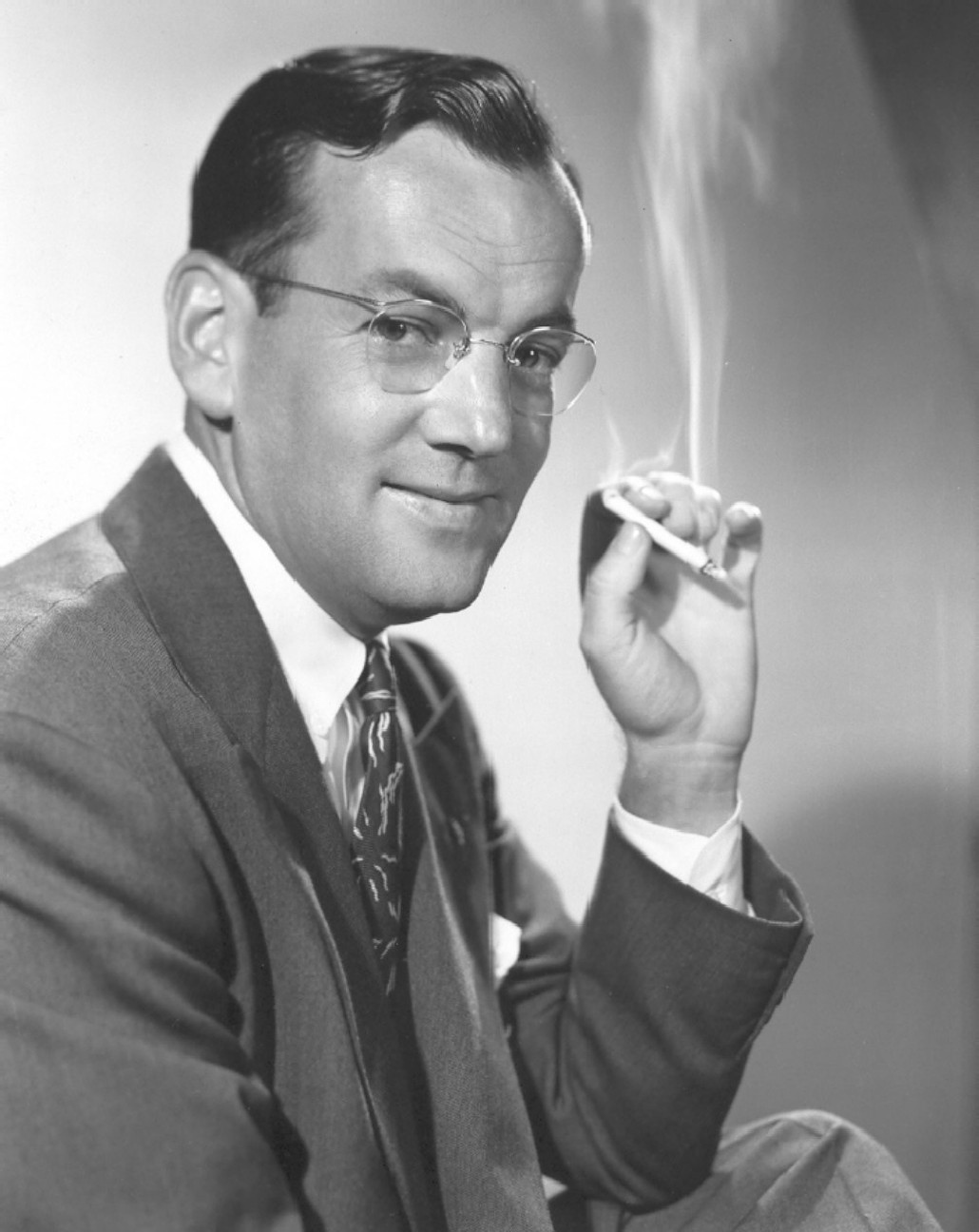
En 1943, dans le magazine américain Billboard.

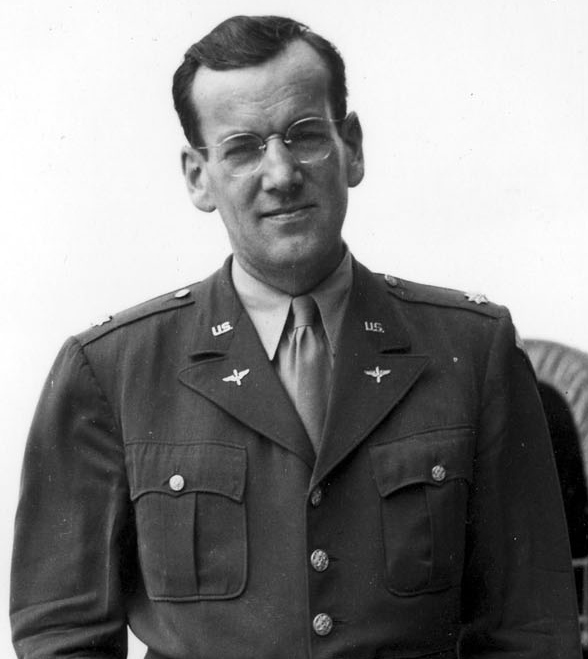
Avec son uniforme de Major du « Glenn Miller Army Air Force Band » de l'US Air Force, durant la Seconde Guerre mondiale.

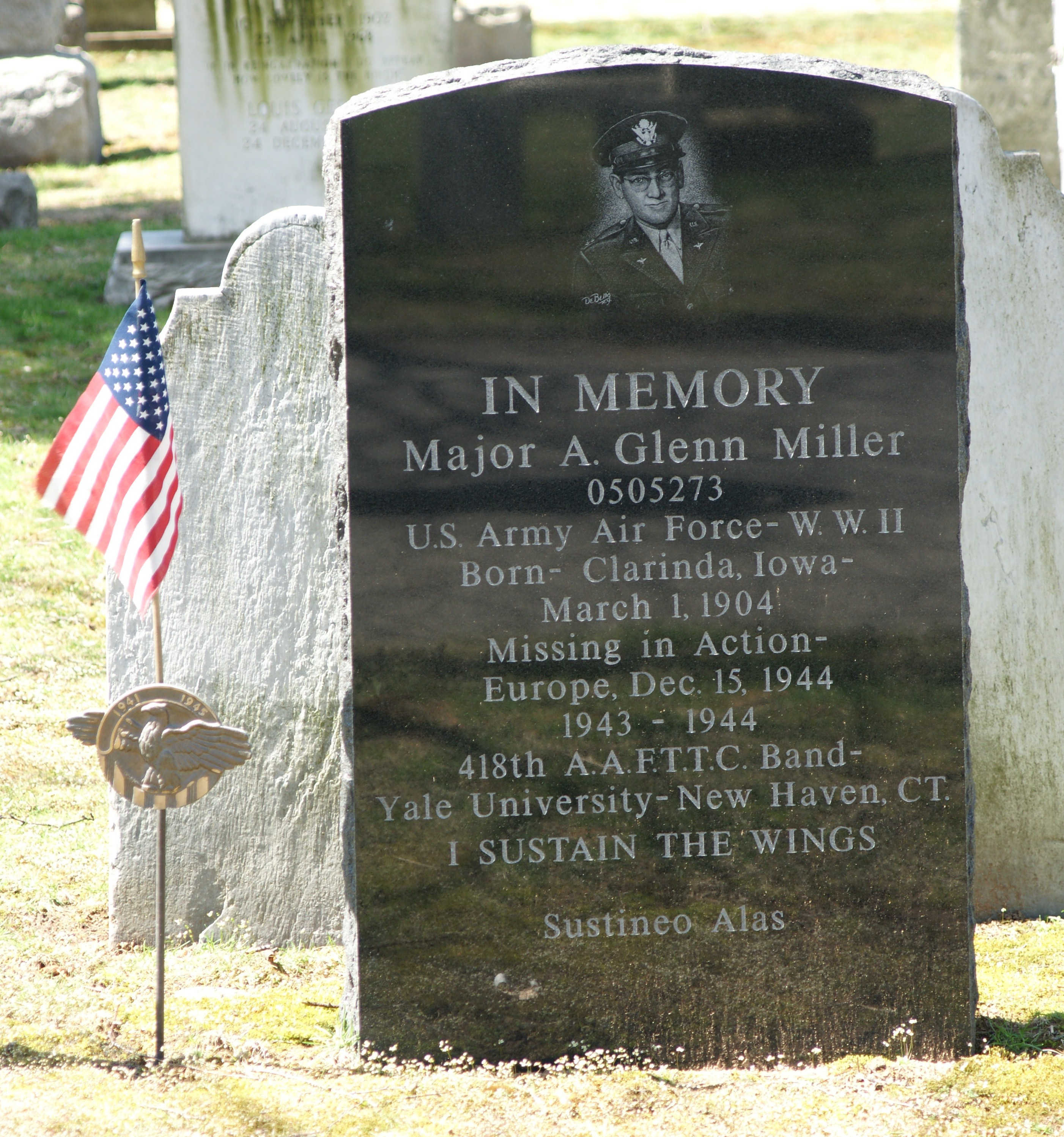
Mémorial du Major Glenn Miller, du Grove Street Cemetery de New Haven dans le Connecticut.

Promu au grade de capitaine, il dirige alors le « Glenn Miller Army Air Force Band », un orchestre militaire de jazz et de danse qui donne des concerts (plus de 800) « pour le moral des troupes », participe à des centaines d'émissions radiophoniques et enregistre de nombreux disques. En 1944, l'orchestre est basé à Londres. Le 15 décembre de cette année-là, Glenn Miller embarque dans un petit avion Noorduyn Norseman pour la France pour y préparer l'arrivée de son orchestre. Il y a ce jour-là un épais brouillard et l'avion n’arrivera jamais à destination.
Selon certains historiens, l'appareil aurait traversé au-dessus de la Manche, par mégarde, une zone réservée au délestage des bombardiers alliés qui, de retour d'Allemagne, se débarrassaient, avant l'atterrissage, des bombes qu'ils n'avaient pu larguer sur l'ennemi ; le petit avion qui transportait le musicien aurait été touché par un des projectiles, ou déséquilibré par le souffle des explosions. Mais en fait il ne suivait pas cette route.
Selon le News Center, university of Colorado, Boulder : le petit avion aurait givré (défaut connu sur ce type de carburateur) et serait devenu incontrôlable, il se serait ensuite abîmé en mer entre l'Angleterre et la France.

## Postérité de l'orchestre et du musicien
La musique de l'orchestre de Glenn Miller, à la frontière entre le jazz et la musique de danse, appartient à la mémoire collective en évoquant immédiatement la Seconde Guerre mondiale, la libération, et plus largement les années 1940. Les titres les plus connus de ce big band : In the Mood, Moonlight Serenade, Tuxedo Junction, Pennsylvania 6-5000, Anvil Chorus , Chattanooga Choo Choo, American Patrol (1942), Is You or Is You Ain't My Baby ? (1944)… ont souvent été repris au cinéma, notamment par Woody Allen.
La vie de Glenn Miller a été portée à l'écran en 1953 par Anthony Mann sous le titre français Romance inachevée (The Glenn Miller Story). Le rôle du chef d'orchestre est interprété par l'acteur James Stewart.
L'orchestre de Glenn Miller a continué d’exister après la disparition de son leader. Il a successivement été dirigé par Ray McKinley, Buddy DeFranco, Peanuts Hucko, Buddy Morrow, Jimmy Henderson (en), Al Porcino et Dick Gerhart. Aujourd'hui, quatre formations labellisées se produisent en portant ce nom (une américaine, l'orchestre « officiel », une anglaise (Ray Mc Vay), une allemande (Will Salden) et une scandinave (John Slottenas).
Le personnage de Jack Glenn dans le film Les Uns et les Autres de Claude Lelouch s'inspire en partie de la vie de Glenn Miller.

## Discographie

### Titresno1
Titres no 1 aux États-Unis à partir de 1940 :
- The Song of the Volga Boatmen - no 1 US le 15 mars 1941
- Elmer's Tune - no 1 US le 21 décembre 1941
- Chattanooga Choo Choo - no 1 US décembre 1941-janvier 1942
- A String of Pearls - no 1 US le 21 février 1942
- Moonlight Cocktail - no 1 US mars-avril 1942
- (I've Got a Gal in) Kalamazoo - no 1 US septembre-octobre 1942
- That Old Black Magic - no 1 US le 29 mai 1943

## Filmographie
Acteur
- 1935 :  Symphonie burlesque (The Big Broadcast of 1936) de Norman Taurog : le tromboniste
- 1941 :  Tu seras mon mari (Sun Valley Serenade) de H. Bruce Humberstone : Phil Corey
- 1942 : Ce que femme veut (Orchestra Wives) d'Archie Mayo : Gene Morrison

## Adaptation
L'histoire de Glenn Miller a été adaptée au cinéma en 1953 sous le titre The Glenn Miller Story (Romance inachevée) par Anthony Mann, avec James Stewart dans le rôle-titre.